# Walpersbach
Walpersbach osztrák község Alsó-Ausztria Bécsújhelyvidéki járásában. 2020 januárjában 1144 lakosa volt. 

## Elhelyezkedése

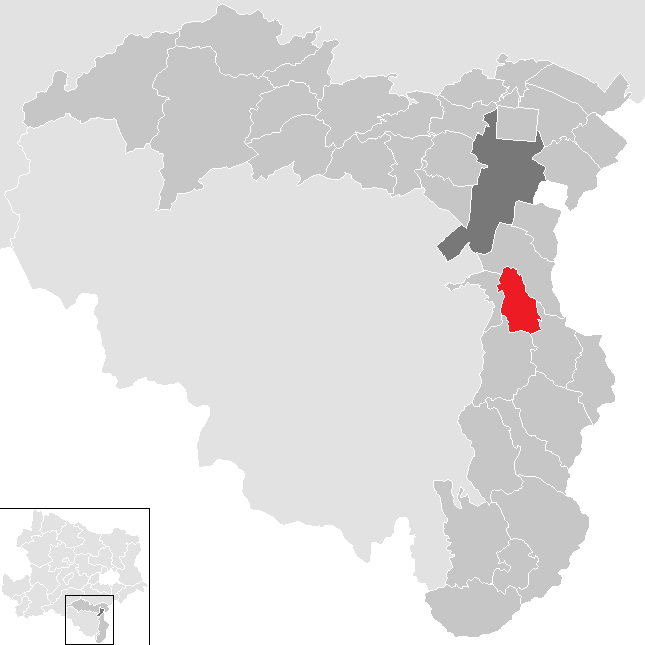
Walpersbach a Bécsújhelyvidéki járásban

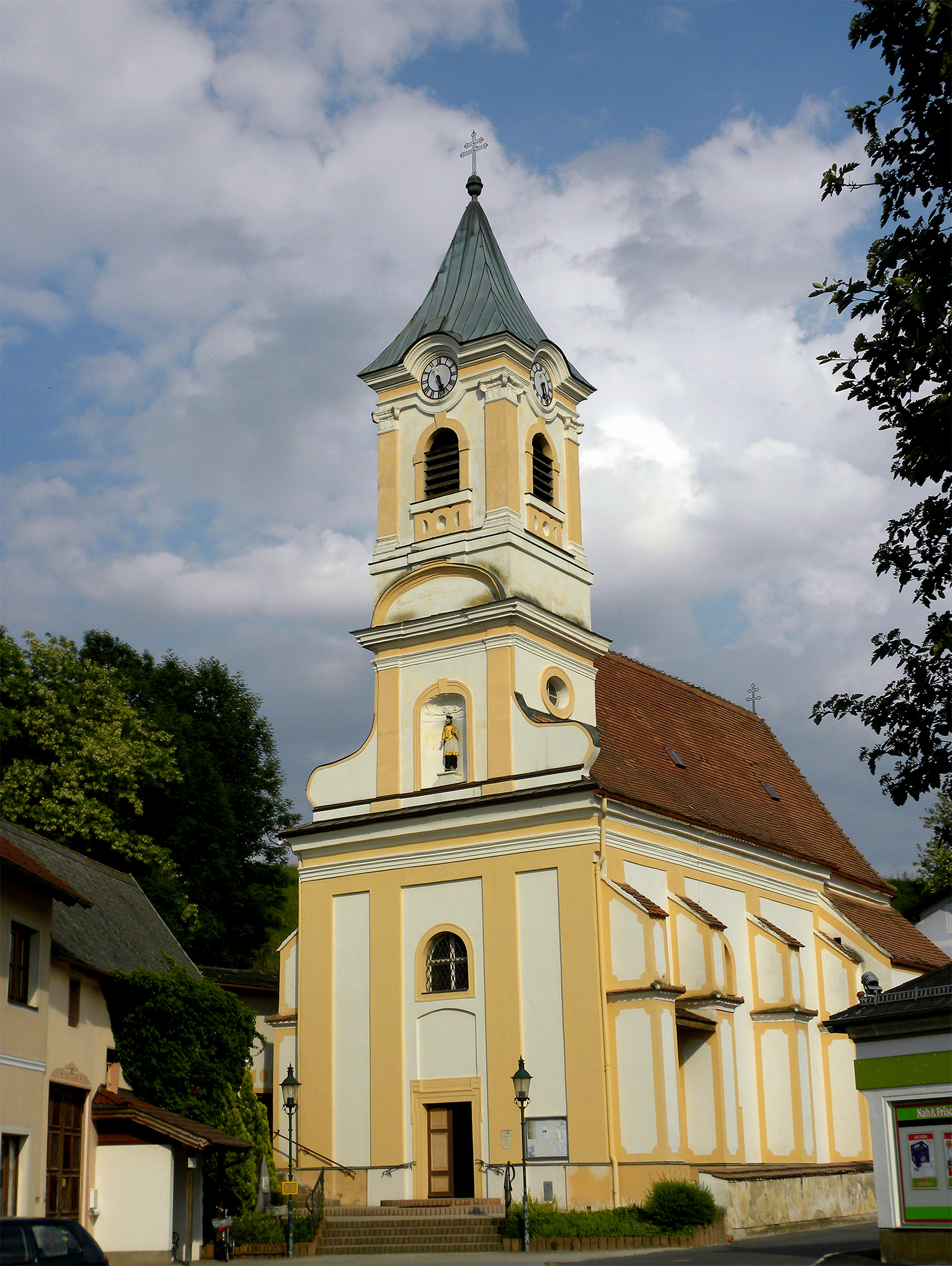
A Mária mennybevétele-plébániatemplom

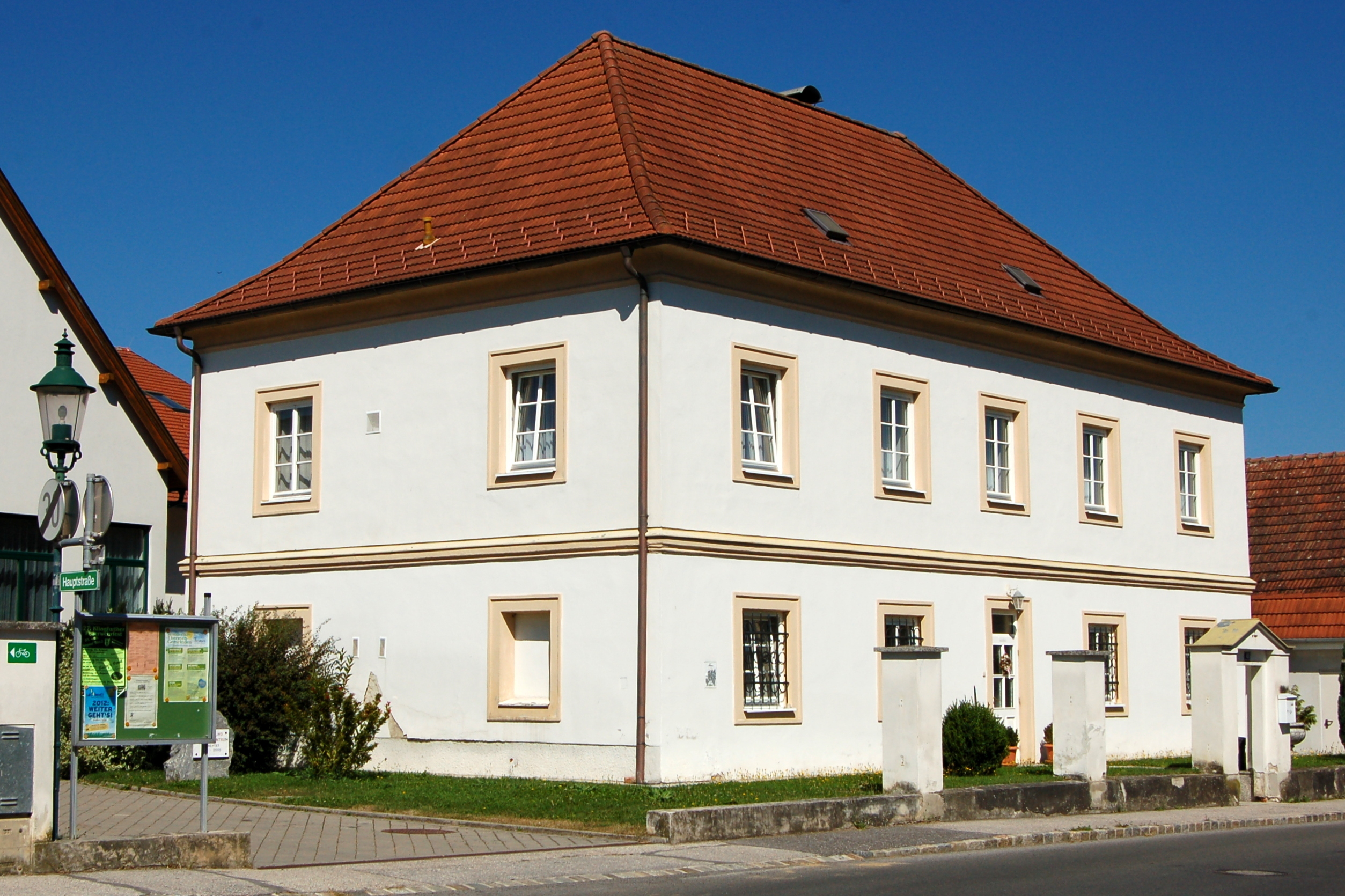
A katolikus plébánia

Walpersbach a tartomány Industrieviertel régiójában fekszik a Bucklige Welt dombságán. Területének 60,7%-a erdő. Az önkormányzat 3 településrészt és falut egyesít: Klingfurth (217 lakos 2020-ban), Schleinz (144 lakos) és Walpersbach (783 lakos). A kataszteri közösségek Klingfurth, Schleinz és Walpersbach.
A környező önkormányzatok: északra Lanzenkirchen, délkeletre Hochwolkersdorf, délnyugatra Bromberg, nyugatra Bad Erlach.

## Története
A községhez tartozó falvak közül Schleinzet 903-ban, Klingfurthot 1260-ban, Walpersbachot (neve a Walperth személynévből ered) pedig 1316-ban említik először. 1350-1500 között a Walpersbach család birtokolta. Heschken von Walpersbach 1367-ben épített egy kápolnát,a melyet 1373-ban a reichersbergi kolostornak adományozott. 1409-ben Hans von Laun lovag, a pitteni vár ura, felgyújtotta a falut. 

## Lakosság
A walpersbachi önkormányzat területén 2020 januárjában 1144 fő élt. A lakosságszám 1981 óta gyarapodó tendenciát mutat. 2018-ban az ittlakók 95,6%-a volt osztrák állampolgár; a külföldiek közül 1% a régi (2004 előtti), 2,2% az új EU-tagállamokból érkezett. 2001-ben a lakosok 90,5%-a római katolikusnak, 1,1% evangélikusnak, 1,6% mohamedánnak, 5,7% pedig felekezeten kívülinek vallotta magát. Ugyanekkor a legnagyobb nemzetiségi csoportot a német (97,6%) mellett a törökök alkották 1,1%-kal.  
A népesség változása:

| 2016 | 1 116 |
| 2018 | 1 125 |

## Látnivalók
- a Mária mennybevétele-plébániatemplom
- a 18. századi katolikus plébánia
- a schlenzi kastély

## Fordítás
- Ez a szócikk részben vagy egészben  a   Walpersbach című német Wikipédia-szócikk ezen változatának fordításán alapul.  Az eredeti cikk szerkesztőit annak laptörténete sorolja fel. Ez a jelzés csupán a megfogalmazás eredetét és a szerzői jogokat jelzi, nem szolgál a cikkben szereplő információk forrásmegjelöléseként.